# 99201 Заттлер
99201 Заттлер (99201 Sattler) — астероїд головного поясу, відкритий 25 квітня 2001 року.
Тіссеранів параметр щодо Юпітера — 3,289.